# ¡Aquí hay petróleo!
¡Aquí hay petróleo! es una comedia española de 1955 dirigida por Rafael J. Salvia con guion del propio director y de Pedro Masó.

## Sinopsis
A un pueblo castellano castigado por la sequía llega un grupo de perforadores estadounidenses con el propósito de indagar si en su subsuelo hay algún yacimiento de petróleo.
Los vecinos, influidos por el sabio del pueblo y su propia avaricia, deciden perforar ellos mismos para quedarse con todo el negocio.
Tras varios intentos infructuosos donde encuentran unas catacumbas y un cofre antiguo pero vacío,  los vecinos logran dar con una reserva, pero no de petróleo sino de agua.
Al final se desvela que el sabio del pueblo, que también es zahorí, ha manipulado a los pasivos habitantes del pueblo para que busquen el agua que tanta falta les hace y no la quimera del petróleo, que no existe allí.
Los americanos llegan a la misma conclusión y se van del pueblo, despidiéndose como amigos.

## Reparto
- Manolo Morán como	Zoilo Mendoza de Montesinos
- José Luis Ozores como José
- María Rivas como Rosalía
- Félix Fernández como Don Fausto
- Antonio Riquelme como Timoteo Cano
- Rosa Palomar como	Virginia Caulfield
- Mónica Pastrana como Jane Smith
- Mario Berriatúa como John Murphy 'Texas'
- Josefina Serratosa como Soledad
- Xan das Bolas como Baldomero
- Ángel Ter como Felipe Arévalo
- Ramón Elías como Charles D. Wilkins Townsend
- Mariano Ozores Francés como Alcalde
- Pedro Fenollar
- Pilar Gómez Ferrer como Mujer de Timoteo
- José Sepúlveda como Saturnino